# Oriolo (Kalabrien)
Oriolo ist eine italienische Gemeinde in der Provinz Cosenza in der Region Kalabrien mit 1828 Einwohnern (Stand 31. Dezember 2023) und liegt 126 km nördlich von Cosenza. Der Ort ist seit 2017 Mitglied der Vereinigung I borghi più belli d’Italia (Die schönsten Orte Italiens)
Die Nachbargemeinden sind: Albidona, Alessandria del Carretto, Amendolara, Canna, Castroregio, Cersosimo (PZ), Montegiordano, Nocara, Roseto Capo Spulico und San Giorgio Lucano (MT).